# 本多忠明
本多 忠明（ほんだ ただあき）は、播磨国山崎藩第9代（最後）の藩主。官位は従五位下、正四位、肥前守。政信系本多家10代。

## 生涯
第8代藩主・本多忠鄰の次男として誕生した。幼名は鑑三郎。
明治2年（1869年）正月晦日、父の隠居で家督を継ぐ。同年の版籍奉還で知藩事となり、明治4年（1871年）の廃藩置県で免官となった。同年9月、東京に移った。1876年（明治9年）11月13日に隠居し、家督は弟の忠禎が継承した。明治34年（1901年）12月17日、69歳で死去した。法号は実想院殿真誉義山大居士。墓所は兵庫県宍粟市山崎町上寺の大雲寺。

## 栄典
- 1892年（明治25年）7月5日 - 従四位[2]

## 系譜
- 父：本多忠鄰（1811年 - 1874年）
- 母：不詳
- 室：不詳
  - 男子：本多忠銓

経済学者の三木谷良一は曾孫。楽天創業者の三木谷浩史は玄孫である。
本多忠明―本多忠銓―三木谷昌子―三木谷良一―三木谷浩史